# Enjambre sísmico

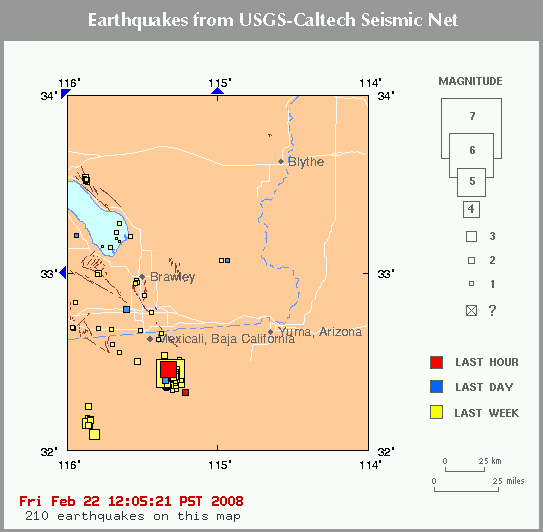
Enjambre sísmico de febrero de 2008, cerca de Mexicali.

Un enjambre sísmico es la ocurrencia de un conjunto de eventos sísmicos en un área específica durante un periodo de tiempo relativamente corto. 
El período de tiempo utilizado para definir el enjambre en sí varía, aunque el Servicio Geológico de los Estados Unidos señala que un evento puede darse en el orden de días, semanas o incluso meses. Se diferencian de los terremotos que suceden con una serie de réplicas, pues no se observa un único terremoto en la secuencia de sismos que pueda ser definido como el movimiento principal. Los enjambres sísmicos suceden, normalmente, antes de la erupción de un volcán.[cita requerida]
Un ejemplo de enjambre sísmico ocurrió a lo largo de la falla de Cerro Prieto, cerca de Mexicali (Baja California, México) donde más de 500 temblores y réplicas se sintieron en febrero de 2008. Otro caso es un enjambre sísmico denominado como "la secuencia del terremoto Mogul", que comenzó en febrero de 2008 cerca de Reno, Nevada, y continuó durante varios meses, terminando en noviembre de 2008. Entre febrero y abril, el enjambre produjo más de 1.000 sismos de pequeña magnitud, siendo el más grande de 4.7.
En el mes de octubre de 2012 comenzó un enjambre sísmico de baja magnitud en las cercanías a las localidades de Torreperogil, Sabiote y Úbeda (Jaén, España). Se contabilizaron más de 1000 terremotos con magnitudes que varían entre los 1.5 y los 3.8 grados en la escala de Richter, siendo el 17 de diciembre de 2012 y el 5 de febrero de 2013 los días con mayor actividad sísmica registrada desde que comenzara el enjambre; el Servicio de Información Sísmica del Instituto Geográfico Nacional registró un total de 42 terremotos en el primero, y 53 en el segundo. Aunque los expertos desconocen aún las causas que provocaron dicho enjambre, ya se barajan ciertas hipótesis. La primera de las dos hipótesis más extendidas sugiere la existencia de mini-fallas en capas muy profundas de la corteza terrestre, las cuales provocan el movimiento de las capas más superficiales, mientras que la segunda plantea la posibilidad de que el posible causante de estos terremotos sea la presión que ejercen sobre la corteza terrestre las aguas pluviales, y especialmente la gran fluctuación del embalse de Giribaile, próximo a los epicentros, el cual ha experimentado durante los año 2012 y 2013 una bajada y un aumento considerables en su caudal, habiendo pasado del 70% al 20% y posteriormente del 20% al 85% de su capacidad en 6 meses.
Más recientemente, en la ciudad de El Vigía (Mérida, Venezuela), se ha producido, desde el 7 de noviembre de 2015, un evento de enjambre sísmico, que se inició con un temblor de magnitud 5.1 en la escala de Ritcher. A partir de allí se han producido en la zona, al menos 130 temblores cuya magnitud ha oscilado entre 2.5 y 5.0 grados. A la fecha aún continúan produciéndose réplicas en dicha localidad.
En abril de 2017, el municipio salvadoreño de Antiguo Cuscatlán experimentó una serie de terremotos, los cuales totalizaron 450, hasta las 16:00:00 hora local (UTC -6) del miércoles 12 de abril de 2017. Sólo 47 de estos terremotos fueron notados por la población, mientras que el resto fueron registrados por equipos de monitoreo. El terremoto de mayor magnitud ocurrió a las 17:55, hora local (UTC -6), el martes 11 de abril de 2017, midiendo 5,1 en la escala de Richter. El Departamento de Medio Ambiente y Recursos Naturales declaró una situación de alerta en todo el país, que se levantará sólo después de 24 horas sin terremotos. Las secuelas de este enjambre sísmico son al menos una muerte y daños materiales menores a edificios y casas.
En México, el 7 de septiembre de 2017 a las 23:49 horas (04:49 UTM) ocurrió un sismo de magnitud 8.2 en la escala de Richter, con epicentro en el Golfo de Tehuantepec, a 133 km al suroeste de Pijijiapan, Chiapas. El número de réplicas reportado por el Servicio Sismológico Nacional de la UNAM, hasta las 10:30 horas del 24 de octubre de 2017, es de 8678.
En mayo de 2018 se produjo un enjambre masivo de 7000 sismos en la costa de la Isla Francesa de Mayotte, una isla que hasta esa fecha no había tenido actividad sísmica importante, el movimiento de magma anuncio el nacimiento de un nuevo volcán submarino.
Entre diciembre de 2020 y enero de 2021 se produce un enjambre sísmico en el área metropolitana de Granada, España; con más de 1150 seísmos registrados a fecha de 9 de febrero de 2021, el más fuerte de 4.5 en la escala de magnitud de momento. Los epicentros de los seísmos se producen al oeste de la capital, en los términos municipales de Santa Fe, Atarfe, Chauchina y Pinos Puente principalmente.
A partir del 26 de enero de 2025 se ha observado una intensa actividad sísmica entre Amorgos y Santorini, con centro en Ánidros. Actualmente se contabilizan más de 7.700 terremotos, de los cuales alrededor de 100 superaron la magnitud 4 en la escala de Richter, siendo el mayor terremoto de 5,2 la tarde del 5 de febrero.